# Bernardo Bellotto
Bernardo Bellotto zwany Canaletto, także Canaletto młodszy (ur. 30 stycznia 1721 w Wenecji, zm. 17 listopada 1780 w Warszawie) – włoski malarz, przedstawiciel weneckiego malarstwa wedutowego, od 1767 działał w Polsce.

## Życiorys

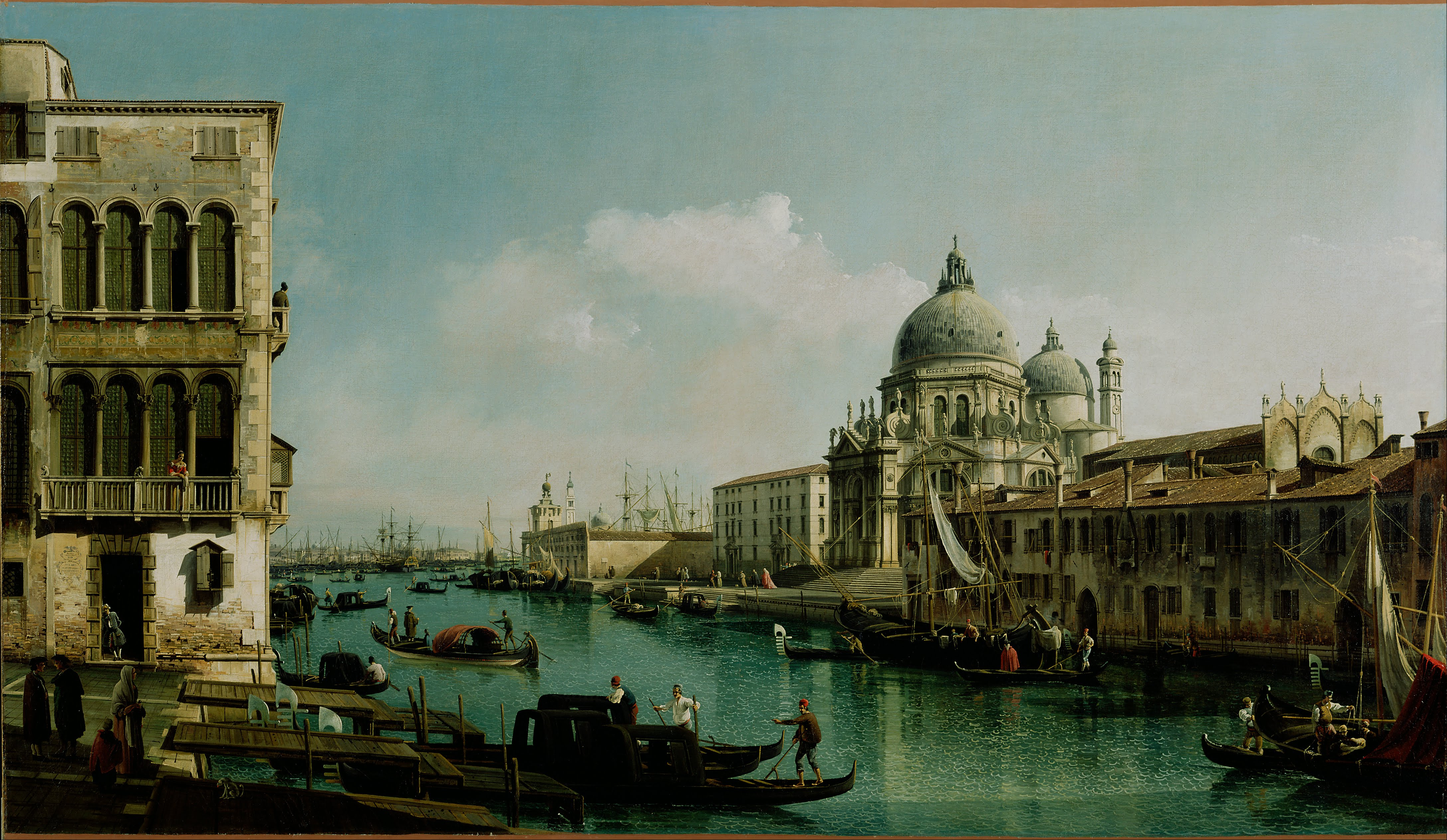
Widok na Canal Grande i Santa Maria della Salute, 1743 r. J. Paul Getty Museum

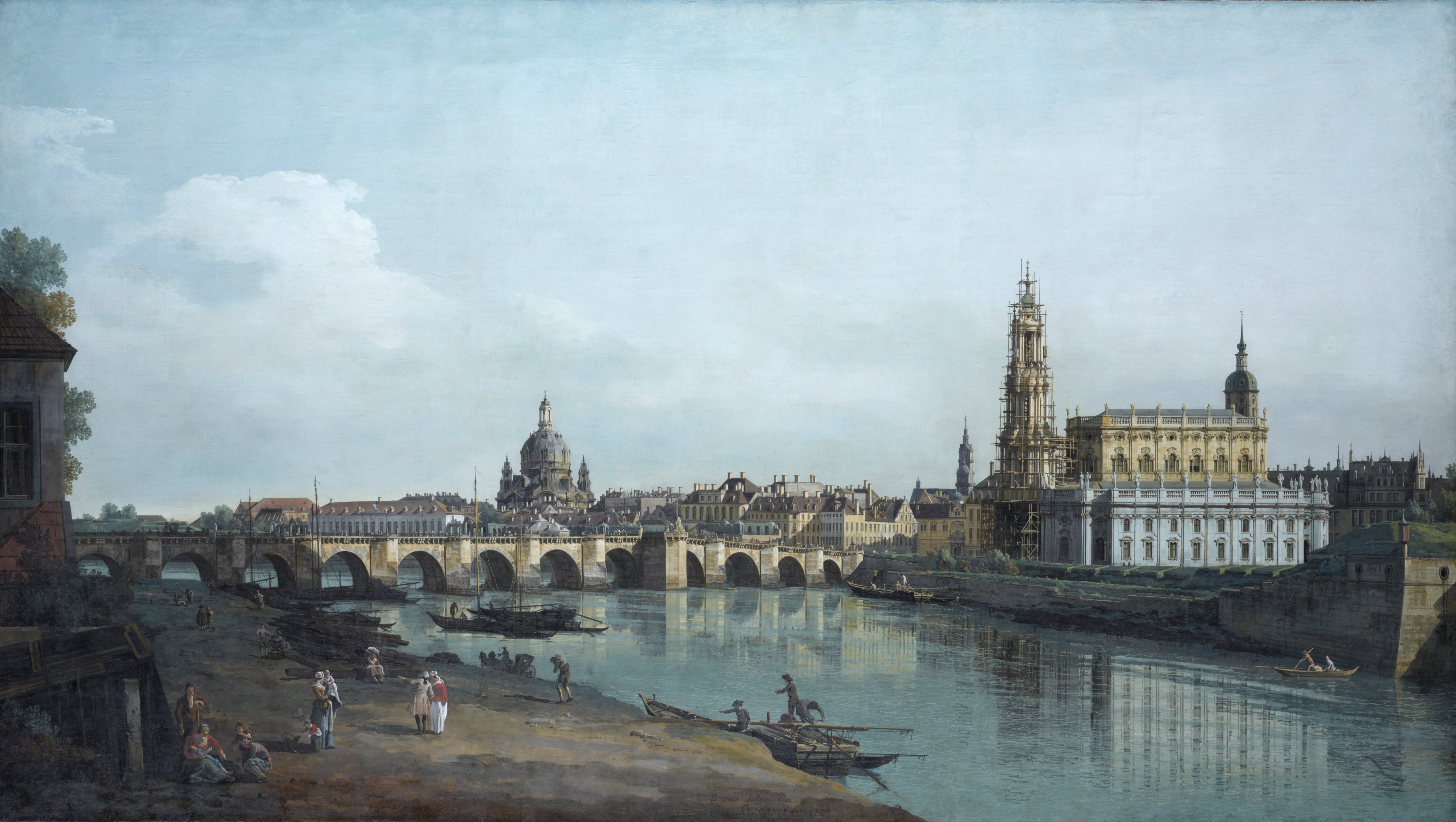
Drezno widziane z prawego brzegu Łaby Augustów w kierunku mostu Augusta Fryderyka, 1748 r. Galeria Drezdeńska

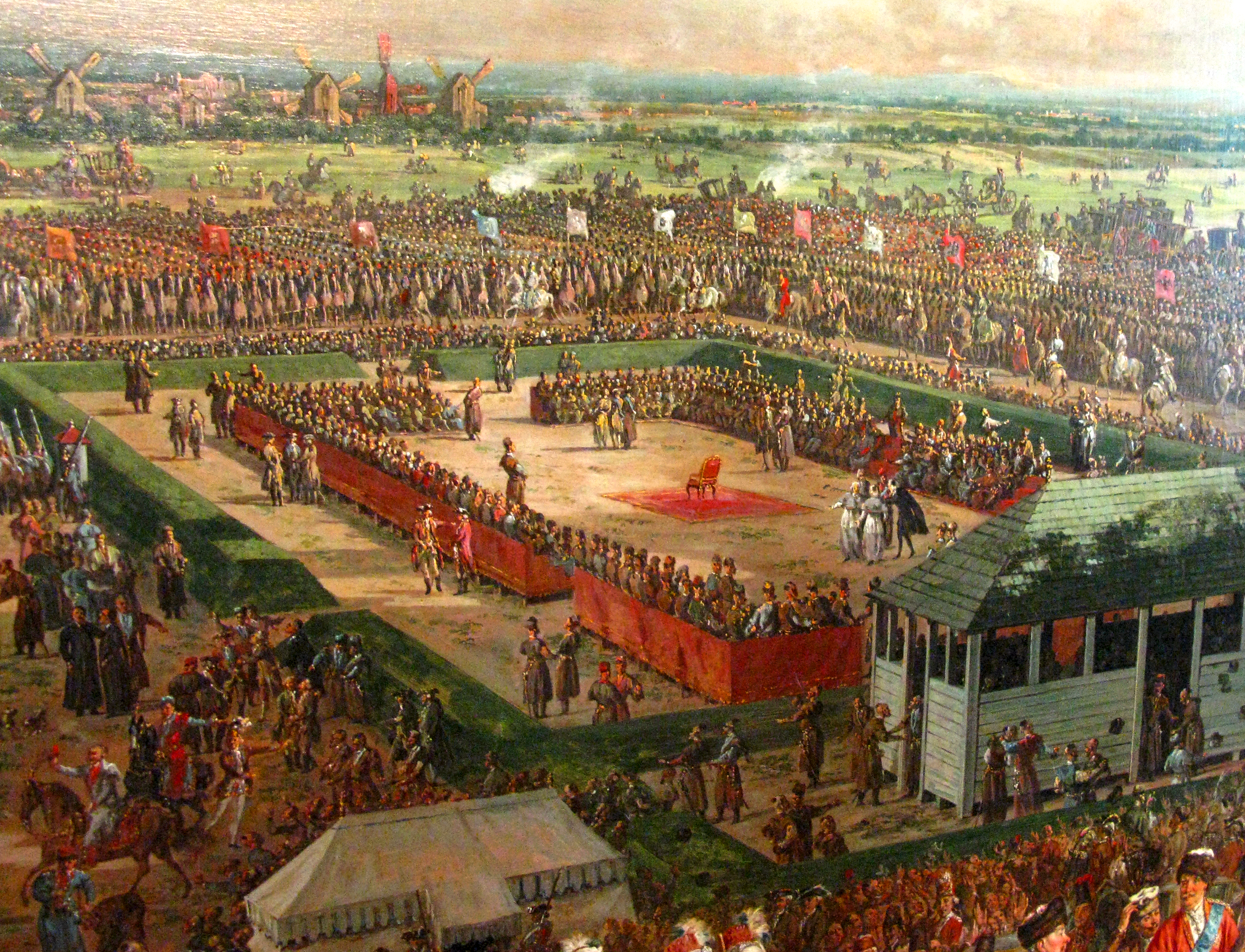
Elekcja Stanisława Augusta, 1764

Malarstwa uczył się w pracowni swojego wuja Canala, również zwanego Canalettem. Nim przybył do Polski, działał w Wenecji i innych włoskich miastach, potem w Wiedniu, Dreźnie, Monachium i Pirnie, gdzie zasłynął jako malarz wedut – niewielkich wymiarów pejzaży przedstawiających widoki miast.
Na dworze Stanisława Augusta Poniatowskiego zyskał pozycję nadwornego malarza. Na zlecenie króla pracował przy dekorowaniu Zamku Ujazdowskiego; namalował we wschodnim skrzydle freski i fragmenty ornamentalne (prace te uległy zniszczeniu przy przebudowie zamku w 1784), a wraz ze swoim synem Lorenzem wykonał 14 obrazów przedstawiających antyczny Rzym. Jego głównym dziełem jest galeria 30 wedut Warszawy i pałacu w Wilanowie, które umieszczono w oddzielnej Sali Prospektowej (zwanej też Salą Canaletta) na Zamku Królewskim. Do dzisiejszych czasów zachowało się tych wedut 24.
Canaletto malował również obrazy o tematyce historycznej, np. Elekcja Stanisława Augusta czy Wjazd Jerzego Ossolińskiego do Rzymu 1633. Jego obrazy można oglądać w Zamku Królewskim i Muzeum Narodowym.
Obrazy Bellotta charakteryzują się przede wszystkim wielką pieczołowitością w odmalowywaniu szczegółów – mimo niewielkiego formatu bardzo dopracowane są wszystkie stroje, twarze postaci (do tego stopnia, że fachowcy rozpoznają w nich poszczególne osoby, w większości rodzinę Poniatowskiego). Z detalami uwieczniana była i architektura, lecz na tym polu Canaletto dopuszczał się pewnych przekłamań, udoskonaleń. Ta dokładność, możliwa dzięki zastosowaniu camery obscura i szkieł powiększających, została wykorzystana przy odbudowie zniszczonej podczas wojny Warszawy.
Został pochowany w podziemiach kościoła Przemienienia Pańskiego w Warszawie lub na cmentarzu przykościelnym, istniejącym do połowy XIX wieku; jego grób nie zachował się.

## Upamiętnienie
W 1988 na murach obronnych warszawskiego Starego Miasta, w pobliżu placu Zamkowego, została odsłonięta tablica upamiętniająca Canaletta (brąz, projekt Janusz Pastwa). Jego imię nosi także od 1993 roku ulica w Warszawie.

## Weduty w Sali Prospektowej (Canaletta) w Zamku Królewskim w Warszawie

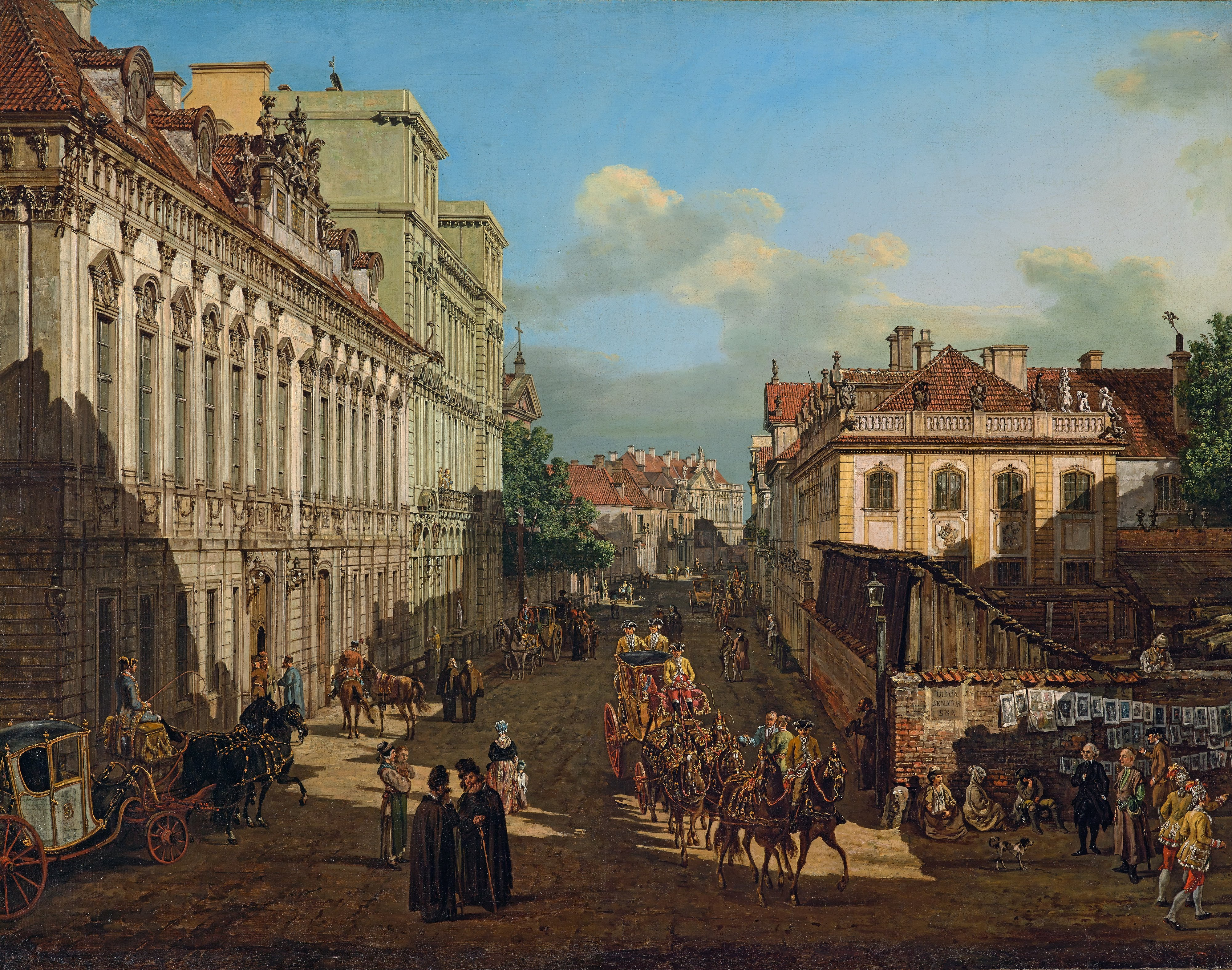
Ulica Miodowa w Warszawie, 1777 r. Zamek Królewski w Warszawie

- Krakowskie Przedmieście od strony Bramy Krakowskiej (1767-68)
- Kolumna Zygmunta III od strony zejścia do Wisły (1767-70)
- Widok Warszawy od strony Pragi (1770)
- Widok Warszawy z Pałacem Ordynackim (1772)
- Krakowskie Przedmieście w stronę Placu Zamkowego (1774)
- Widok łąk wilanowskich (1775)
- Widok Pałacu Wilanowskiego od strony podjazdu (1776)
- Widok Pałacu Wilanowskiego od strony parku (1776)
- Widok Pałacu Wilanowskiego od strony południowej (1777)
- Widok Pałacu Wilanowskiego od strony północno-wschodniej (1777)
- Ulica Długa (1777)
- Ulica Miodowa (1777)
- Kościół Brygidek i Arsenał (1778)
- Kościół Sakramentek (1778)
- Plac Krasińskich (1778)
- Krakowskie Przedmieście od strony Nowego Światu (1778)
- Pałac Błękitny (1779)
- Ulica Senatorska z kościołem Reformatów (1779)
- Pałac Mniszchów (1779)
- Plac Żelaznej Bramy (1779)
- Kościół Karmelitów (1780)
- Kościół Wizytek (1780)
- Kolumna Zygmunta III od strony zejścia do Wisły z królem wizytującym spalone skrzydło zamku (zaginiony)
- Plac Żelaznej Bramy od strony koszar Mirowskich (zaginiony)

## Inne obrazy

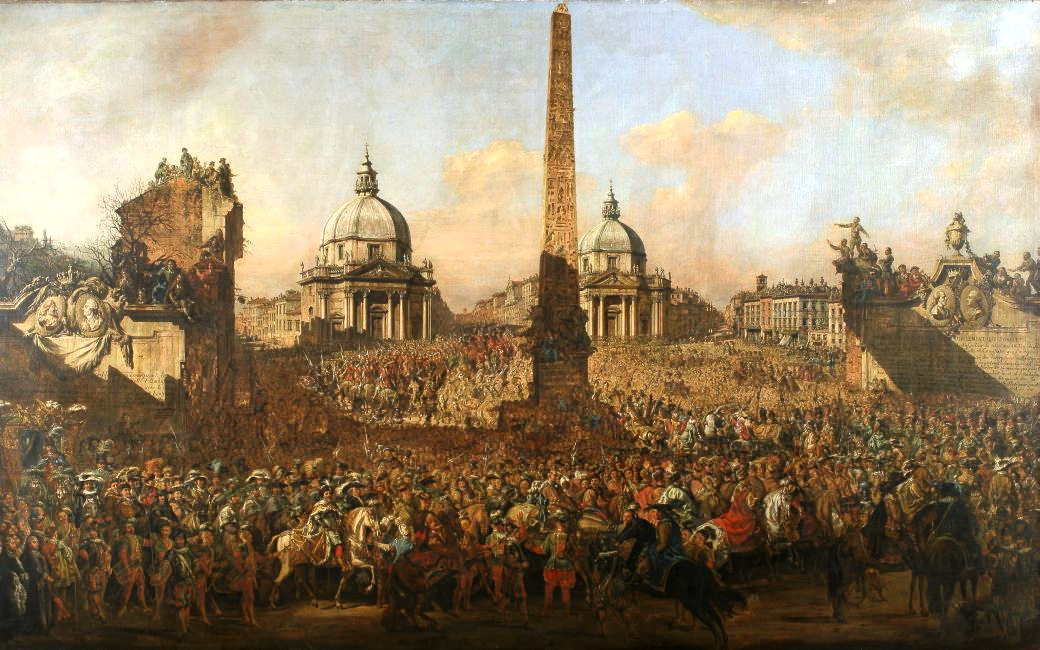
Wjazd Jerzego Ossolińskiego do Rzymu w roku 1633, Muzeum Narodowe we Wrocławiu (1779)

- Elekcja Stanisława Augusta Poniatowskiego (1764), olej na płótnie, 175 x 250 cm, Zamek Królewski w Warszawie
- Rio dei Mandicanti i Scuola Scuola di San Marco (1740), olej na płótnie, 42 x 69 cm, Galleria dell'Accademia Wenecja
- Widok na Canal Grande i Santa Maria della Salute (1743), olej na płótnie, 139,1 x 236,9 cm, J. Paul Getty Museum
- Drezno widziane z prawego brzegu Łaby Augustów w kierunku mostu Augusta Fryderyka (1748), olej na płótnie, 1330 x 2370 mm, Galeria Drezdeńska
- Widok Wiednia od strony Belwederu (1759 - 1760), olej na płótnie, 135 x 213 cm, Muzeum Historii Sztuki w Wiedniu
- Wjazd Jerzego Ossolińskiego do Rzymu w roku 1633 (1779), olej na płótnie, 169 x 273 cm, Muzeum Narodowe we Wrocławiu

## Literatura dodatkowa
- Zygmunt Batowski: Canaletto Bernardo. W: Polski Słownik Biograficzny. T. 3: Brożek Jan – Chwalczewski Franciszek. Kraków: Polska Akademia Umiejętności – Skład Główny w Księgarniach Gebethnera i Wolffa, 1937, s. 198–199. Reprint: Zakład Narodowy im. Ossolińskich, Kraków 1989, ISBN 83-04-03291-0